# Limbach
Limbach je vinařská obec na Slovensku v okrese Pezinok, asi dvacet kilometrů severovýchodně od Bratislavy. Leží na úpatí Malých Karpat. Žije v ní přibližně 2 300 obyvatel.

## Historie
První písemná zmínka o vesnici pochází z roku 1390. V listopadu 2010 zde byl ve svém domě zastřelen Ernest Valko.

## Přírodní poměry
Do katastrálního území obce zasahuje část chráněné krajinné oblasti Malé Karpaty. Nacházejí se v něm také přírodní památka Limbašská vyvieračka, přírodní rezervace Nad Šenkárkou a část přírodní rezervace Zlatá studnička.

## Pamětihodnosti
- Evangelický klasicistní kostel v centru obce z roku 1802
- Římskokatolický gotický kostel zasvěcený svatému Teobaldovi z konce 15. století